# Radomir Knoll
Radomir Knoll är en kulle i Antarktis. Den ligger i Sydshetlandsöarna. Argentina, Chile och Storbritannien gör anspråk på området. Toppen på Radomir Knoll är 232 meter över havet.
Terrängen runt Radomir Knoll är kuperad västerut, men åt nordost är den bergig. Havet är nära Radomir Knoll åt sydost. Trakten är glest befolkad. Närmaste befolkade plats är St. Kliment Ohridski Base, 12,7 kilometer nordväst om Radomir Knoll. 